# Сан Пјетро Инфине
Сан Пјетро Инфине (итал. San Pietro Infine) је насеље у Италији у округу Казерта, региону Кампанија.
Према процени из 2011. у насељу је живело 823 становника. Насеље се налази на надморској висини од 130 м.

## Становништво
| 1931. | 1936. | 1951. | 1961. | 1971. | 1981. | 1991. | 2001. | 2011. |
| ----- | ----- | ----- | ----- | ----- | ----- | ----- | ----- | ----- |
| 1.576 | 1.632 | 1.543 | 1.292 | 1.079 | 1.007 | 1.038 | 1.011 | 949   |